# سیخونکینو
سیخونکینو (انگلیسی: Sikhonkino) یک شهرک در شهرستان کارماسکالینسکی استان باشقیرستان کشور روسیه است.